# Angelo Massarotti
Angelo Massarotti (Cremona, 1653 – 1723) è stato un pittore italiano del periodo barocco.
Lavorò inizialmente con Agostino Bonisoli e poi a Roma con Carlo Cesi. Allievi del Massarotti furono Giovanni Angelo Borroni, Pietro da Pietri, Pietro Frassi e Sigismondo Benini.